# Пилинський Володимир Броніславович
Володимир Броніславович Пилинський (нар. 1911 — 1991) — радянський військовий інженер, генерал-майор інженерних військ. На початку 1950-х років начальник інженерних військ Польської Народної армії.

## Біографія
Народився 13 липня 1911 року в селищі Поліське (нині покинуте смт у Київській області України. До призиву в армію працював на заводі імені Артема у Києві.
У РСЧА з 1932 року.
У середині 1930-х років Закінчив Київське військове училище імені С.С.Камєнєва
Брав участь у радянсько-фінській війні 1939-1940 років.
У німецько-радянській війні брав участь в боях на посаді начальника штабу 3-ї понтонно-мостової Проскурівської Червонопрапорної орденів Богдана Хмельницького і Червоної Зірки бригади РКГ (командир бригади полковник Соколов Микола Васильович) на Ленінградському і 1-му Українському фронтах.
На Ленінградському фронті бригада навела поромні переправи через річку Нева в районі Шліссельбурга і 3 понтонні мости що забезпечили безперебійне оснащення військ, розмінувала 8,5 км берегової смуги річки Нева, знешкодивши більше 3-х тисяч мін, побудувала по болоту 10 км доріг. На 1-му Українському фронті бригада брала участь у Київській операції та інших операціях. За період війни бригада побудувала і навела через ріки Нева, Дніпро, Дністер, Вісла, Одер, Ельба, Дунай та інші близько 100 мостів загальною довжиною більше 20 тисяч погонних метрів
З 1944 по 1956 рік знаходився у відрядженні – у Війську Польському. Керував інженерними військами. Брав участь у розмінуванні, відновлені і будівництві мостів і доріг у ПНР.Спочатку був начальником інженерних військ Приморського військового округу (ПНР), пізніше Начальник інженерних військ – Війська Польського.
Закінчив академію Генерального штабу в 1957 році.
Після демобілізації із армії – голова комісії Київської секції Радянського комітету ветеранів війни по зв’язку із зарубіжними ветеранськими організаціями. Займався активною громадською роботою.

## Нагороди і почесні звання
Нагороджений двома орденами Червоного Прапора, орденом Вітчизняної війни І ступеня, Вітчизняної війни ІІ ступеня, двома орденами Червоної Зірки, медаллю «За бойові заслуги» та ще 14-ма медалями СРСР, 6-а орденами ПНР, орденом ЧССР.
У 1982 році удостоєний звання почесного громадянина міста Влоцлавек (Польща).